# Gouville
Gouville és un municipi francès situat al departament de l'Eure i a la regió de Normandia. L'any 2007 tenia 488 habitants.

## Demografia

### Població
El 2007 la població de fet de Gouville era de 488 persones. Hi havia 114 famílies, de les quals 28 eren unipersonals (16 homes vivint sols i 12 dones vivint soles), 29 parelles sense fills, 45 parelles amb fills i 12 famílies monoparentals amb fills.
La població ha evolucionat segons el següent gràfic:
Habitants censats

### Habitatges
El 2007 hi havia 142 habitatges, 122 eren l'habitatge principal de la família i 20 eren segones residències. 141 eren cases i 1 era un apartament. Dels 122 habitatges principals, 83 estaven ocupats pels seus propietaris, 28 estaven llogats i ocupats pels llogaters i 11 estaven cedits a títol gratuït; 6 tenien dues cambres, 20 en tenien tres, 30 en tenien quatre i 66 en tenien cinc o més. 100 habitatges disposaven pel capbaix d'una plaça de pàrquing. A 57 habitatges hi havia un automòbil i a 60 n'hi havia dos o més.

### Piràmide de població
La piràmide de població per edats i sexe el 2009 era:
| Homes | Edats   | Dones |
| ----- | ------- | ----- |
| 0     | 95 o +  | 0     |
| 0     | 90 a 94 | 0     |
| 0     | 85 a 89 | 4     |
| 0     | 80 a 84 | 0     |
| 8     | 75 a 79 | 4     |
| 0     | 70 a 74 | 4     |
| 8     | 65 a 69 | 4     |
| 4     | 60 a 64 | 4     |
| 0     | 55 a 59 | 4     |
| 8     | 50 a 54 | 8     |
| 8     | 45 a 49 | 8     |
| 8     | 40 a 44 | 8     |
| 12    | 35 a 39 | 20    |
| 12    | 30 a 34 | 8     |
| 20    | 25 a 29 | 8     |
| 16    | 20 a 24 | 16    |
| 16    | 15 a 19 | 20    |
| 16    | 10 a 14 | 12    |
| 16    | 5 a 9   | 4     |
| 0     | 0 a 4   | 8     |

## Economia
El 2007 la població en edat de treballar era de 352 persones, 192 eren actives i 160 eren inactives. De les 192 persones actives 178 estaven ocupades (92 homes i 86 dones) i 14 estaven aturades (10 homes i 4 dones). De les 160 persones inactives 7 estaven jubilades, 98 estaven estudiant i 55 estaven classificades com a «altres inactius».

### Ingressos
El 2009 a Gouville hi havia 126 unitats fiscals que integraven 336 persones, la mediana anual d'ingressos fiscals per persona era de 18.743 €.

### Activitats econòmiques
Dels 8 establiments que hi havia el 2007, 1 era d'una empresa de fabricació d'altres productes industrials, 3 d'empreses de construcció, 1 d'una empresa de comerç i reparació d'automòbils, 1 d'una empresa d'hostatgeria i restauració i 2 d'empreses de serveis.
Dels 4 establiments de servei als particulars que hi havia el 2009, 1 era un taller de reparació d'automòbils i de material agrícola, 2 lampisteries i 1 restaurant.
L'any 2000 a Gouville hi havia 8 explotacions agrícoles que ocupaven un total de 447 hectàrees.

## Equipaments sanitaris i escolars
El 2009 hi havia una escola elemental integrada dins d'un grup escolar amb les comunes properes formant una escola dispersa.

## Poblacions més properes
El següent diagrama mostra les poblacions més properes.